# レゾルシノール
レゾルシノール (resorcinol) とは、ベンゼン-1,3-ジオール（benzene-1,3-diol）の慣用名である。片仮名転記では、レソルシノールと書かれる場合も有るものの、本稿ではレゾルシノールの表記に統一する。この化合物はベンゼンジオールの1種であり、ベンゼン環のメタ位に、2個のヒドロキシ基を有する構造をしており、水に溶け易い。カテコールやヒドロキノン（ハイドロキノン）の位置異性体にあたる。

## 合成
樹脂や、ベンゼン-1,3-ジスルホン酸を溶融アルカリで処理することで、レゾルシノールを得る。プロピレン、ベンゼンを原料とし、1,3-ジイソプロピルベンゼンから製造する。工業的にはクメンの自動酸化プロセスを応用した1,3-ジイソプロピルベンゼンの酸化により、過酸化物のジヒドロキシパーオキサイドを得て、酸触媒存在下で分解（クリベージ反応）によりレゾルシノールを得る。クメン法の副産物である1,3-ジイソプロピルベンゼンから製造可能なため、石油化学コンビナートによる生産に適する手法である。

## 性質
レゾルシノールは、常温常圧で無色の固体として存在する。しかし、光に対して少々不安定であり、光の当たる場所に放置すると、空気中の酸素により徐々に酸化されて変質し、ピンク色を呈するため保管は注意を要す。
レゾルシノールはヒドロキシ基を2つ有し、水素結合の供与も受容も可能であるなど、比較的分子間力が強くなる構造を有する。この関係で、常圧で沸点は280 セルシウス度 (℃)、融点は110 ℃前後である。これに対して、ヒドロキシ基を2つともメタノールとのエーテルにした1,3-ジメトキシベンゼンは、常圧で沸点は217 ℃前後、融点は-52 ℃である。1,3-ジメトキシベンゼンは、レゾルシノールよりも分子量こそ大きいが、水素結合の受容のみ可能であるため、分子間力がレゾルシノールよりも弱く、レゾルシノールの方が沸点も融点も高い。
ベンゼンは水溶性が低いのに対して、レゾルシノールの水溶性が高い理由も、水素結合の供与と受容のいずれも可能であるヒドロキシ基を2つ有する点が影響している。もちろん、水に限らず、レゾルシノールは極性溶媒に溶け易い性質を持つ。なお、レゾルシノールはヒドロキシ基は、いずれもベンゼン環に直結したフェノール性のヒドロキシ基であり、単なる炭化水素に直結したヒドロキシ基と比べて、酸としては強い。レゾルシノールの水溶液の酸解離定数は、25 ℃において、9.81である。また、レゾルシノールを100 (g/L)の濃度で溶解させた水溶液は、20 ℃において、pHが4から6程度と、弱酸性を示す。

## 用途
レゾルシノールの総需要の半分以上が、タイヤの強化材として用いられるタイヤコードの接着剤の原料である。次いで木材用接着剤原料、樹脂用難燃剤原料、樹脂用紫外線吸収剤原料となる。また、無水フタル酸と酸触媒反応してフルオレセイン（ガレイン）を生成し、蛍光染料の原料として重要である。

### 医療用途
主にピーリング剤として、5-15 パーセント (%) 濃度でニキビの治療に用い、ピーリング作用は10%以上の濃度で作用する。文献では、20%濃度までが安全とされる。しかし、妊婦が使用する際の安全性は、充分に確認されていない。

### その他
レゾルシノールは還元力を有しており、殺菌剤や防腐剤として利用される場合も有る。

## 製造者
主なメーカーは杭州 Amino-chem、住友化学、独ランクセス、印Atulなどである。
これまで主なメーカーであった三井化学は、2012年4月に製造プラントで爆発事故を起こし、復旧は断念されて2012年12月末を以って正式に事業撤退した。また、米国Indspecも2017年7月末をもって事業撤退した。一方で住友化学は大分工場にプラントを新設し、
千葉と大分との2プラント体制にした。